# Etozolin
Etozolin (Diulozin, Elkapin, Etopinil) là một thuốc lợi tiểu quai được sử dụng ở châu Âu.